# Runio
Der Ruino (französisch: Ruisseau du Ruino) ist ein kleiner Fluss in Frankreich, der im Département Morbihan in der Region Bretagne verläuft. Er entspringt beim Ort Le Gohuern, im nördlichen Gemeindegebiet von Kerfourn unter dem Namen Ruisseau de Lindreu, entwässert generell in südlicher Richtung und mündet nach rund 15 Kilometern im Gemeindegebiet von Évellys als rechter Nebenfluss in den Ével.

## Orte am Fluss
(Reihenfolge in Fließrichtung)
- Le Gohuern, Gemeinde Kerfourn
- Lesdanic, Gemeinde Kerfourn
- Le Lindreu, Gemeinde Crédin
- Le Teil, Gemeinde Crédin
- Coëtmeur, Gemeinde Réguiny
- Le Roscoët Fily, Gemeinde Réguiny
- Le Stimoès, Gemeinde Évellys

## Sehenswürdigkeiten
- Château de Porhman, Schloss aus dem 17. und 18. Jahrhundert – Monument historique[4]